# A2 (Albanië)
De A2 is een snelweg in Albanië. De weg loopt tussen Fier en Vlorë en is 46,5 km lang. De snelweg is een belangrijke noord-zuidroute en is onderdeel van de Adriatisch-Ionische snelweg. De A2 sluit via de ringweg rond Fier aan op de SH4.